# إيديث إل. ويليامز
إيديث إل. ويليامز (بالانجليزية: Edith L. Williams) (من مواليد: 17 أغسطس عام 1887 – 9 يونيو عام 1987) معلمة في جزر العذراء الأمريكية وناشطة في مجال حقوق المرأة ومناصرة لحق المرأة في التصويت. تُعتبر ويليامز أول امرأة أقدمت على التصويت في جزر العذراء وعندما حُرمت من حق التسجيل قدمت التماسًا إلى المحكمة مع أولالي ستيفنز وآنا إم. فيسوب لمراجعة مؤهلاتهن. فُزن بقضيتهن تلك، وبعد ذلك أصبح من المسموح للنساء في جميع أنحاء جزر العذراء القادرات على القراءة والكتابة إلى جانب مالكات العقارات بالتصويت. تم تثبيت تمثال نصفي لويليامز في حديقة فرانكلين ديلانو روزفلت التذكارية للمحاربين القدامى في مدينة شارلوت أمالي، وأعيد تسمية مدرسة جيمس ماديسون الابتدائية باسم مدرسة إيديث إل. ويليامز في عام 1981 تكريمًا لها.

## مهنتها
في عام 1900، بدأت ويليامز التدريس في مدرسة مورافيان تاون في شارلوت أمالي. في بداية حياتها المهنية، انضمت إلى نساء أخريات للعمل على قضايا تشجع على تحسين حياة المعلمات وطلابهن. شكلت هؤلاء النسوة رابطة المعلمات في سانت توماس وعملن على إنشاء معهد للمعلمات لتدريب المرشحات وتحسين تعليم المعلمات ممن هنّ على رأس عملهن. قامت نساء الرابطة في وقت لاحق بتدريس الطلاب الراغبين بمواصلة تعليمهم بعد الصف التاسع الإلزامي بشكل طوعي، إذ كان لهن دور فعال في تخريج أول دفعة طلاب المدارس الثانوية في 1931 وإقامة التعليم الثانوي في الجزيرة.
انتقلت ويليامز إلى مدرسة جورج واشنطن الابتدائية من مدرسة مورافيان في عام 1917. في ذلك العام، بيعت جزر الهند الغربية الدنماركية إلى الولايات المتحدة وتم الاحتفاظ بالقانون الاستعماري لعام 1906 الذي أقرته الدنمارك للحكم في الجزر للإقليم غير المدمج. عندما حصلت النساء في الولايات المتحدة على حق التصويت في عام 1920 بعد التعديل التاسع عشر لدستور الولايات المتحدة، كان يُعتقد على نطاق واسع أن نساء جزر العذراء قد حصلن بالفعل على حق التصويت بموجب تمديد حق التصويت لعام 1915 للمرأة الدنماركية. في عام 1921، أوضحت المحكمة العليا الأمريكية أن الحقوق الدستورية لا تمتد إلى المقيمين في بورتوريكو أو جزر العذراء مثلما تم تعريفها في بورتوريكو بموجب القانون التأسيسي لعام 1900 وفي جزر العذراء بموجب القانون الاستعماري الدنماركي لعام 1906. في عام 1922، بدأت ويليامز التدريس في مدرسة دوبر الابتدائية، والتي كانت تُعرف سابقًا باسم مدرسة فيسترجيد ومدرسة يوليسيس سانت غرانت في سافان.
انتقلت ويليامز بعدها إلى مدرسة جيمس ماديسون في عام 1928 وتقلدت منصب مديرة المدرسة في عام 1932. أثناء رئاستها لماديسون، أنشأت أول برنامج غداء مدرسي في جزر العذراء. قامت بتعليم الطلاب وأولياء أمورهم كيفية الاعتناء بالحدائق وقامت بحفر رقعة من الخضروات داخل أرض المدرسة، ما يسمح لهم بزراعة نباتاتهم الخاصة، ثم إعدادها لتناول وجبة الغداء وبيع المنتجات الزائدة. اشترت ويليامز منزلها الخاص على طريق هوسبيتال غراوندز في شارلوت أمالي وكانت تذهب إلى مكتبها في مدرسة ماديسون مشيًا على الأقدام كل يوم.
في عام 1931، تم تسليم الإقليم التابع لبحرية الولايات المتحدة إلى الحكم المدني. رأت نساء جزر العذراء أن ذلك سيمنحهن حق التصويت بعد أن تم منح الجنسية لسكان الإقليم في عام 1932، لكن ذلك لم يحدث. حثّت سيدة الأعمال إيلا جيفت إلى جانب ويليامز وبيرثا سي. بوشولت وأولالي ستيفنز على الانضمام للقتال من أجل نيل حق التصويت. كان لكل منهن ارتباطات خاصة بالأنشطة التعليمية وحركة التصويت في الولايات المتحدة. كنّ أيضًا على دراية بالتطورات في بورتوريكو بقيادة المعلمة ميلاغروس بينيت دي ميوتن للحصول على حق التصويت هناك في عام 1929.
في عام 1935، شجعت إلسي هيل، وهي مناصرة سابقة لحق التصويت وزوجة القاضي ألبرت ليفيت، السيدة بوشولت، سكرتيرة رابطة المعلمات، بالإضافة إلى أعضاء الجمعية الآخرين على الطعن في استبعادهن من التصويت. رفعت الرابطة دعوى قضائية في محكمة الولايات المتحدة المحلية لجزر العذراء في نوفمبر عام 1935 وقضى ليفيت بأن القانون الاستعماري الدنماركي ليس دستوريًا ذلك لأنه يخالف أحكام التعديل التاسع عشر، ولم يكن القصد منه قصر التصويت على الرجال فقط. في الشهر التالي، أصبحت ويليامز أول امرأة تقوم بالتسجيل للتصويت وسرعان ما تبعتها ما يقرب من عشرين امرأة أخرى. رفض مجلس الانتخابات جميع النساء المسجلات، ما دفع إلسي هيل إلى ترتيب الخدمات المجانية للمحامي روبرت كليبورن. باختيار ويليامز وأولالي ستيفنز وآنا إم. فيسوب كمقدمات للالتماس، سعت رابطة المعلمات للحصول على أمر تفويض، وهو من أوامر المحكمة الذي يُلزم موظفي الانتخابات بالسماح للنساء بالتسجيل. تم اختيار النساء الثلاث، بغض النظر عن الجنس، لأنهن استوفين متطلبات العمر والدخل ومستوى التعليم والممتلكات والاحترام لأي ناخب آخر. مرةً أخرى، حكم ليفيت لصالحهن، ما سمح للنساء المؤهلات بإدلاء أصواتهن في انتخابات عام 1936. أدى نجاحهن إلى البدء بتعبئة عامة للتسجيل للتصويت في سانت كروي وسانت جون، ما أدى بدوره إلى التصويت العام في عام 1938.
كان آخر منصب لوليامز في مدرسة توماس جيفرسون الابتدائية، حيث تم تعيينها في عام 1937. واصلت عملها هناك حتى تقاعدها في عام 1945. تم تكريمها لخدمتها بإشادة من الهيئة التشريعية لجزر العذراء في عام 1974. في عام 1981، أعيد تسمية مدرسة جيمس ماديسون الابتدائية باسم مدرسة إيديث إل. ويليامز الابتدائية تقديرًا لخدمتها في جزر العذراء، وفي العام التالي، أصبحت أول شخص يتم إدخاله إلى قاعة مشاهير استعراض التعليم في جزر العذراء.